# 雅诗兰黛
雅詩蘭黛股份有限公司（英語：The Estée Lauder Companies Inc.）是美國一家跨國化妝品公司，其總部位於紐約市的曼哈頓中城。雅詩蘭黛股份有限公司旗下產品涵蓋護膚、化妝、香水和護髮等領域，是目前僅次於歐萊雅集團的全球第二大化妝品公司。雅詩蘭黛股份有限公司采取多品牌經營策略，其主要品牌包括海藍之謎、祖·瑪瓏、倩碧和湯姆福特美妝等。而其在銷售上采取數字銷售與零售渠道并舉的策略。

## 公司歷史

### 發展初期
雅詩蘭黛公司的歷史始於1946年，當時雅詩·蘭黛女士與其丈夫約瑟夫在紐約市著手生產化妝品。他們最初僅推出四款產品：卸妝油、潔膚乳、特效滋養萬用乳霜以及面膜。兩年後，即1948年，他們在曼哈頓的薩克斯第五大道百貨公司設立了首個專櫃。
在接下來的15年間，公司擴展了產品線，並持續在美國境內銷售其產品。1960年，公司首次進軍國際市場，在倫敦的哈洛德百貨公司開設專櫃。翌年，公司在香港設立了辦事處。
1964年，雅詩蘭黛推出了「雅男士」男士香氛及理容產品系列，該品牌名稱源自一種最初用作催情劑的土耳其奇異植物根部。1967年，雅詩·蘭黛女士本人被商業及金融編輯評選為美國十大傑出商業女性之一。隨後，她於1968年榮獲葉史瓦大學愛因斯坦醫學院頒發的「成就精神獎」。同年，公司再次擴張，創立了「倩碧」品牌，這是一個由皮膚科醫生指導（諾曼·奧倫特賴希博士）、經過過敏測試且不含香料的化妝品品牌。
1976年，雅詩蘭黛的倩碧品牌成為首家推出第二條男士產品線的女性化妝品公司，當時他們推出了名為「男士專業護膚品」（Skin Supplies for Men）的獨立系列，該系列至今仍在全球倩碧專櫃銷售。1981年，公司的產品得以進入蘇聯市場。

### 品牌擴張
進入1990年代，品牌收購和許可協議推動了公司的爆炸性增長，公司從一家家族企業轉型為一家上市的家族控股組織。該十年伊始，公司創立了Origins，這是美國百貨公司中首個健康美妝品牌。首個香氛許可協議於1993年與時尚設計師湯米·希爾費格簽署，隨後於1995年與意大利時尚品牌Kiton合作，並於1997年與美國時尚設計師唐娜·卡蘭簽署協議。
品牌收購始於1994年對多倫多MAC Cosmetics的投資，隨後於1998年完全收購該品牌。由著名彩妝藝術家創立的Bobbi Brown Cosmetics於1995年被收購，同期被收購的還有海藍之謎（La Mer），其中包括其頂級奢華產品——蘊含豐富營養成分的“神奇活性精萃”（Miracle Broth）的原始配方。1997年，公司收購了Aveda，首次涉足護髮和整體美容品牌。知名香氛品牌Jo Malone London則於1999年被收購。
1995年11月16日，雅詩蘭黛公司在紐約證券交易所上市，每股發行價為26.00美元（拆股後為6.50美元）。

### 戰略收購
進入21世紀，雅詩蘭黛公司繼續其收購和許可戰略。公司收購了美髮沙龍品牌Bumble and bumble的控股權，並於2006年完成全部收購；2003年與時尚設計師麥可·科爾斯簽署了獨家全球許可協議。設計師湯姆·福特與公司啟動了合作項目，隨後於2005年與其簽署協議，共同開發和分銷Tom Ford Beauty品牌的香水和化妝品。
2010年7月1日，公司收購了Smashbox Beauty Cosmetics, Inc.，該品牌由迪恩·法克特和戴維斯·法克特兄弟（馬克斯·法克特的後裔）在加州卡爾弗城的Smashbox Studios創立。
2011年10月28日，雅詩蘭黛公司旗下部門Aramis and Designer Fragrances與Tory Burch LLC宣布簽署一項多年期協議，獲得Tory Burch香氛業務的全球獨家許可權。此次合作標誌著Tory Burch首次進軍美妝行業。首批Tory Burch香氛產品於2013年推出。
2012年，公司推出了AERIN Beauty，這是一個以創始人雅詩蘭黛女士的孫女雅琳·蘭黛的標誌性風格為靈感的奢華生活方式美容和香氛品牌。
2014年，公司收購了兩個備受業界關注的美妝品牌：以其「奢華面部精油」聞名的護膚品牌RODIN olio lusso，以及香氛與感官生活方式品牌Le Labo。同年晚些時候，公司還首次投資印度市場，收購了奢華阿育吠陀產品公司Forest Essentials的少數股權。2015年，公司收購了香氛品牌Editions de Parfums Frédéric Malle和好萊塢護膚品牌GLAMGLOW。
2016年，公司收購了Becca Cosmetics，這是自2010年收購Smashbox以來首個彩妝集團收購案。2016年11月，公司以14.5億美元收購了加州化妝品公司Too Faced，成為當時最大的一筆收購案。
2019年，公司收購了Dr. Jart+。該品牌於2004年在韓國創立，率先將BB霜作為化妝品推向市場，為多功能美妝產品樹立了標準。
2021年，公司收購了加拿大DECIEM Beauty Group Inc.。2022年，雅詩蘭黛在瑞士加爾根（Galgenen）開設了一個30萬平方英尺的配送中心。
2022年11月，公司宣布將以28億美元收購設計師時裝品牌Tom Ford，湯姆·福特本人將至少擔任創意總監至2023年。
2024年，公司宣布與Messika建立合作夥伴關係。
2024年6月，雅詩蘭黛完成對DECIEM Beauty Group的收購。

## 品牌矩陣
雅詩蘭黛股份有限公司目前擁有以下品牌。

| - 雅芮（） - 雅男士 - 艾梵達 - 巴爾曼 - 芭比波朗 - 寶寶與寶寶 - 倩碧 - 朵梵 | - 蒂佳婷 - 馥馬爾 - 雅詩蘭黛 - 格萊魅（GLAMGLOW） - 祖·瑪瓏 - 凱利安（KILIAN PARIS） - 海藍之謎（） - 朗仕（） | - 香水實驗室 - 魅可 - 悅木之源 - 妍度公式（The Ordinary） - 湯姆·福特美妝 |

## 爭議事件

### 支持SOPA
在美國國會試圖推動《禁止網絡盜版法案》立法的過程中，雅詩蘭黛公司出現在支持該法案的大型公司列表中。《禁止網絡盜版法案》是一項備受爭議且最後未獲得通過的法案，批評者認爲該法案的監管範圍過大。

### 童工問題
根據2001年的一篇新聞報道指出，雅詩蘭黛公司一家位於美國紐約州華盛頓縣劍橋鎮的供應商工廠内被發現有童工。這家名爲「常識自然皂與身體護理（Common Sense Natural Soap & Bodycare）」的工廠屬於邪教團體「十二支派教團」的領袖尤金·吉内·斯皮格斯（Yoneq Gene Spriggs），而它們已經為雅詩蘭黛公司旗下品牌悅木之源供貨長達五年。雅詩蘭黛公司隨後表示它們已經終止與該供應商的合作，并且表示它們在報道之前對此事一無所知。

### 動物實驗
雅詩蘭黛公司旗下產品通常會采用非動物實驗或人類志願者參與實驗的方式來評估該產品的安全性和功效；但它們也會依據所在國的法律對產品進行動物實驗，而這對於其所收購的那些宣傳“零容忍”品牌造成爭議。

### 親以立場
至少從2001年2月開始，雅詩蘭黛公司就受到了來自巴勒斯坦民族主義支持者們的杯葛；這是由於該公司的所有者之一兼名譽董事長羅納德·蘭黛是全美知名的親以色列活動人士。2003年6月，總部位於美國加利福尼亞州洛杉磯市的「酷兒動搖以色列恐怖主義」組織發起了名爲「雅詩蘭黛大屠殺（Estée Slaughter）」的杯葛以色列運動。不過該運動遭到了親以色列人士的反杯葛。

### 脚注
1. ↑  該家族雖然只持有雅詩蘭黛公司約38%的股份卻擁有86%的投票權。[1]

### 出典
1. ↑  . 雅詩蘭黛公司.   [2025-06-18]. （原始内容存档于2020-11-12）. The Lauder family now owns approximately 38% of total common and about 86% of the voting power.
2. ↑  . 美國證券交易委員會. 2024-06-30  [2025-06-18].
3. ↑  Ashley Brooke Howerton. . 田納西大學. 2002-05  [2025-06-19].
4. ↑  . 雅詩蘭黛公司.   [2025-06-18].
5. ↑  山姆·比德爾（英语：Sam Biddle）. . Gizmodo. 2011-12-21  [2025-06-19]. （原始内容存档于2012-01-03）.
6. ↑   (PDF). 美國眾議院司法委員會.   [2025-06-19]. （原始内容 (PDF)存档于2011-12-17）.
7. ↑  Jeane MacIntosh. . 紐約郵報. 2001-04-09  [2025-06-19].
8. ↑  Sophia Yan. . 全國廣播公司商業頻道. 2017-04-19  [2025-06-19].
9. ↑  . 善待動物組織.   [2025-06-19].
10. ↑  . Innovative Minds. Boycott Israel Campaign.   [2025-06-19].
11. ↑  . Snopes. 2002-05-30  [2025-06-19].
12. ↑  . 酷兒動搖以色列恐怖主義（英语：Queers Undermining Israeli Terrorism）.   [2025-06-19]. （原始内容存档于2006-07-08）.
13. ↑  . 猶太保衛同盟. 2001-05-11  [2025-06-19]. （原始内容存档于2002-06-07）.

## 外部連接
- 雅詩蘭黛股份有限公司的商業數據：  - Google
  - Reuters
  - SEC filings
  - Yahoo!

| - 官方网站（英文）（西班牙文）（法文）（日語） - 雅詩蘭黛中國（简体中文） | - 雅詩蘭黛台灣（繁體中文） - 雅詩蘭黛香港（繁體中文） | - 雅詩蘭黛新加坡（英文） - 雅詩蘭黛馬來西亞（英文） |